# Clidemia diguensis
Clidemia diguensis är en tvåhjärtbladig växtart som beskrevs av John Julius Wurdack. Clidemia diguensis ingår i släktet Clidemia och familjen Melastomataceae.
Artens utbredningsområde är Colombia. Inga underarter finns listade i Catalogue of Life.